# DHL International Aviation ME
SNAS/DHL（法人名はDHL International Aviation ME）はバーレーンに本拠地を置く貨物航空会社である。ドイツポストDHLが完全所有し、アフガニスタンやイラク、パキスタンを含む中東で同グループのDHLブランドの宅配速達便を運航する。メインベースはバーレーン国際空港である。

## 歴史
同社は1979年に設立され運航を開始した。1996年には757-200型機を使用してバーレーンとヨーロッパを結ぶ便を運航し始めた。2004年時点で、中東、ヨーロッパ、アジア、アフリカ域内を飛行する便を運航していた。

## 保有機材
DHL International は以下の機材を保有する。
| 機種                   | 保有数 | 注文数 | 備考 |
| ---------------------- | ------ | ------ | ---- |
| Boeing767-281(BDSF)    | 4      | —      |      |
| Boeing767-323/ER(BDSF) | 3      | —      |      |
| Boeing767-323/ER(BCF)  | 4      | —      |      |
| 合計                   | 11     | 0      |      |

## 事件・事故
- 2002年7月1日、ドイツ南部の上空で DHX611便（ボーイング757）とバシキール航空2937便（Tu-154）が衝突するユーバーリンゲン空中衝突事故が発生した。この事故で、両機の乗員乗客71人全員が死亡した。